# Колумбија на Светском првенству у атлетици на отвореном 2019.
Колумбија је учествовала на 17. Светском првенству у атлетици на отвореном 2019. одржаном у Дохи од 27. септембра до 6. октобра седамнаести пут, односно учествовала је на свим првенствима до данас. Репрезентацију Колумбије представљало је 15 учесника (10 мушкараца и 5 жена) који су се такмичили у 12 дисциплина (8 мушких и 4 женске) ,
На овом првенству Колумбија је освојила две медаље и то једну сребрну и једну бронзану. Овим успехом Колумбија је делила 24 место у укупном пласману освајача медаља.
У табели успешности (према броју и пласману такмичара који су учествовали у финалним такмичењима (првих 8 такмичара) Колумбија је са 4 учесника у финалу делила 20. место са 22 бода.
| Плас. | Земља     | 1. место | 2. место | 3. место | 4. место | 5. место | 6. место | 7. место | 8. место | Бр. финал. | Бод. |
| ----- | --------- | -------- | -------- | -------- | -------- | -------- | -------- | -------- | -------- | ---------- | ---- |
| =22.  | Колумбија | 0        | 1        | 1        | 1        | 1        | 0        | 0        | 0        | 4          | 22   |

## Учесници
| Мушкарци: - Бернандо Балојес — 200 м - Антони Хосе Замбрано — 400 м, 4х400 м - Jhon Alejandro Perlaza — 400 м, 4х400 м - Херард Николас Хиралдо Виља — 5.000 м - Јоан Чавера — 110 м препоне - Карлос Андрес Сан Мартин — 3.000 м препреке - Дијего Паломеке — 4х400 м - Џон Александер Солис — 4х400 м - Јхон Алекандер Кастанеда — 20 км ходање - Маурисио Ортега — Бацање диска | Жене: - Мелиса Гонзалес — 400 м препоне - Сандра Лорена Аренас — 20 км ходање - Марија Фернанда Муриљо — Скок увис - Катерин Ибаргвен — Троскок - Јосири Урутија — Троскок |

## Освајачи медаља (2)

### Сребро (1)
- Антони Хосе Замбрано — 400 м

### Бронза (1)
- Катерин Ибаргвен — Троскок

## Резултати

### Мушкарци
| Атлетичар                                                                        | Дисциплина       | Лични рекорд | Квалификације     | Квалификације     | Полуфинале           | Полуфинале           | Финале                  | Финале               | Детаљи |
| Атлетичар                                                                        | Дисциплина       | Лични рекорд | Резултат          | Место             | Резултат             | Место                | Резултат                | Место                | Детаљи |
| -------------------------------------------------------------------------------- | ---------------- | ------------ | ----------------- | ----------------- | -------------------- | -------------------- | ----------------------- | -------------------- | ------ |
| Бернандо Балојес                                                                 | 200 м            | 20,00 НР     | 20,64             | 5. у гр. 4        | Није се квалификовао | Није се квалификовао | Није се квалификовао    | 33 / 50 (53)         |        |
| Антони Хосе Замбрано                                                             | 400 м            | 44,68 НР     | 45,93 КВ          | 6. у гр 5         | 44,55 КВ, НР, ЛР     | 2. у гр 3            | 44,15 ЈАР, НР, ЛР       |                      |        |
| Jhon Alejandro Perlaza                                                           | 400 м            | 44,86        | 45,62 кв          | 4. у гр 6         | 45,17                | 6. у гр 2            | Није се квалификовао    | 15 / 41 (42)         |        |
| Херард Николас Хиралдо Виља                                                      | 5.000 м          | 13:21,31     | Није завршио трку | Није завршио трку |                      |                      | Није се квалификовао    | Није се квалификовао |        |
| Јоан Чавера                                                                      | 110 м препоне    | 13,46        | 13,76 КВ          | 4. у гр. 3        | 13,76                | 2. у гр. 1           | Нису се квалификовали   | 22 / 36 (41)         |        |
| Карлос Андрес Сан Мартин                                                         | 3.000 м препреке | 8:32,24      | 8:35,10           | 10. у гр. 3       |                      |                      | Нису се квалификовали   | 33 / 44 (46)         |        |
| Jhon Alejandro Perlaza Дијего Паломеке Џон Александер Солис Антони Хосе Замбрано | 4 х 400 м        | 3:01,16 НР   | 3:01,06 КВ, НР    | 2. у гр. 1        | 2:59,50 НР           | 4 / 15 (16)          |                         |                      |        |
| Јхон Алекандер Кастанеда                                                         | 20 км ходање     | 1:25:13 НР   |                   |                   |                      |                      | Дисквалификован         | Дисквалификован      |        |
| Маурисио Ортега                                                                  | Бацање диска     | 66,30 НР     | 61,92             | 9. у гр. Б        |                      |                      | Није је се квалификовао | 20 / 32              |        |

### Жене
| Атлетичарка            | Дисциплина    | Лични рекорд | Квалификације | Квалификације | Полуфинале            | Полуфинале            | Финале                | Финале       | Детаљи |
| Атлетичарка            | Дисциплина    | Лични рекорд | Резултат      | Место         | Резултат              | Место                 | Резултат              | Место        | Детаљи |
| ---------------------- | ------------- | ------------ | ------------- | ------------- | --------------------- | --------------------- | --------------------- | ------------ | ------ |
| Мелиса Гонзалес        | 400 м препоне | 55,73 НР     | 56,49         | 7. у гр. 2    | Није се квалификовала | Није се квалификовала | Није се квалификовала | 26 / 36 (39) |        |
| Сандра Лорена Аренас   | 20 км ходање  | 1:28:03 НР   |               |               |                       |                       | 1:34:16               | 5 / 39 (45)  |        |
| Марија Фернанда Муриљо | Скок увис     | 1,94         | 1,85          | 12. у гр. Б   |                       |                       | Није се квалификовала | 24 / 30      |        |
| Катерин Ибаргвен       | Троскок       | 15,31 НР     | 14,32 КВ      | 2. у гр. А    | 14,89 ЛРС             |                       |                       |              |        |
| Јосири Урутија         | Троскок       | 14,58        | 13,77         | 11. у гр. Б   | Није се квалификовала | 19 / 26 (28)          |                       |              |        |